# La Plata (Maryland)
La Plata è un comune degli Stati Uniti d'America, situato nello stato del Maryland, nella contea di Charles, della quale è il capoluogo.